# 井上伸一郎
井上 伸一郎（いのうえ しんいちろう、1959年1月28日 - ）は、日本の編集者、実業家、映画プロデューサー、アニメプロデューサー。合同会社ENJYU代表。一般社団法人外国映画輸入配給協会会長、株式会社KADOKAWA上級顧問 エグゼクティブ・フェロー、一般社団法人アニメツーリズム協会副理事長、一般社団法人日本ネットクリエイター協会顧問などを歴任した。

## 経歴
東京都出身。早稲田大学第二文学部中退。江古田にあったアニメファンがつどう喫茶店まんが画廊の常連客であった。
大学在学中の1980年、『アニメック』11号よりアルバイトの立場で副編集長に就任。記名記事においては㏋（馬力の記号）と表記。
編集業が多忙なため大学を中退し、『アニメック』を発行するラポートに就職するが独立、フリーの編集としてテレビ雑誌『ザテレビジョン』のアニメーション記事を担当。1985年よりアニメ雑誌『月刊ニュータイプ』の創刊に副編集長として参加、1987年4月に角川書店の子会社で『月刊ニュータイプ』を発行するザテレビジョン社へ正式に入社し、1991年に同誌編集長に就任。1993年、ザテレビジョン社が角川書店へ吸収合併。以後、女性情報誌『Chou Chou』、漫画雑誌『月刊少年エース』等の創刊編集長などを歴任。
2000年、角川書店アニメ・コミック事業部長就任。2007年、角川書店のグループ持株会社化に伴う角川書店（新社）の代表取締役社長、角川プロダクション代表取締役社長に就任。2011年、角川コンテンツゲート（現：ブックウォーカー）代表取締役会長に就任。2013年4月、角川グループホールディングス（現：KADOKAWA KEY-PROCESS）代表取締役専務に就任。2019年4月、KADOKAWA（現：KADOKAWA KEY-PROCESS）代表取締役副社長執行役員に就任。同年6月カドカワ（現：KADOKAWA）代表取締役副社長に就任。
2024年付でKADOKAWAを退職、個人会社である合同会社ENJYUを設立した。2025年に開学したZEN大学においては知能情報社会学部の客員教授を兼任している。

## 人物
『アニメック』から『月刊ニュータイプ』を通じて、従来の声優に対して「キャラクターの声」という意味のキャラクター・ボイス（CV）という造語を提唱した。
NHK-BS2で放送されるアニメ特番には知恵袋的存在として15年以上も長く出演し『金曜アニメ館』では、王子役のふかわりょうと、その妹役の池澤春菜、豊口めぐみ、柚木涼香に対し、執事役の「執事の伸一郎さん」として親しまれる。
幼稚園の頃、初めて見た映画が『太平洋の翼』と『三大怪獣　地球最大の決戦』で、双方にクレジットされた円谷英二に興味を抱き、幼少期から、映画は見る側でなく作る側の視点で鑑賞していた。中学時代は『帰ってきたウルトラマン』や『仮面ライダー』を視聴していたが、自宅のテレビがモノクロであったため、ライダーの必殺技が判り辛く、視聴を止めてしまったものの、2号ライダーが登場する頃には、ライダーガールズ目当てに視聴を再開した。高校時代も『仮面ライダーストロンガー』や『ウルトラマンタロウ』『ウルトラマンレオ』を視聴するなど、特撮好きは学生になっても治まらなかったが、自作した怪獣図鑑を中学生の頃、母親に捨てられたことがあり、数十年経った今でもトラウマとして記憶に残っているという。。
『ウルトラセブン』に人一倍思い入れがあり、『仮面ライダー剣』で、モロボシ・ダンを演じた森次晃嗣が悪役として登場した時は、複雑な気持ちになったという。
平成ライダーもリアルタイムで視聴しており、中でも『仮面ライダー555』は、当時離婚していた元妻の自宅に押し掛け、元妻が養育していた息子と一緒に放送を視聴し、息子が強請ったファイズエッジとファイズドライバーを即買いして与えるほど熱狂していたという。
人生や仕事の中で、辛い経験や乗り越えなければならない状況に直面すると、『新造人間キャシャーン』の第9話「戦火に響け協奏曲（コンチェルト）」や第16話「キャシャーン無用の街」を視聴して、「誰かに評価されることを目的に生きてはいけない」「誰かに褒められたくて仕事をしたり、評価を目的に生きているのではダメな気がする」と思い込むことで、無性に勇気が湧いてくると述べている。

## 略歴
- 1987年4月 - 株式会社ザテレビジョン入社[16]。
- 2000年9月 - 株式会社角川書店（現・株式会社KADOKAWA KEY-PROCESS）アニメ・コミック事業部部長[16]。
- 2002年6月 - 株式会社角川書店取締役 アニメ・コミック事業部部長[16]。
- 2004年4月 - 株式会社角川書店（二代目法人）取締役[16]。
- 2005年4月 - 株式会社角川書店（二代目法人）常務取締役[16]。
- 2006年3月 - 株式会社角川書店（二代目法人）専務取締役[16]。
- 2006年6月 - 株式会社角川書店（二代目法人）代表取締役専務[16]。
- 2007年1月 - 株式会社角川書店（三代目法人）代表取締役社長[16]。
- 2007年4月 - 株式会社角川プロダクション代表取締役社長[16]。
- 2008年6月 - 株式会社角川グループホールディングス（現・株式会社KADOKAWA KEY-PROCESS）取締役[16]。
- 2010年6月 - 株式会社角川グループホールディングス常務取締役[16]。
- 2011年1月 - 株式会社角川コンテンツゲート（現・株式会社ブックウォーカー）代表取締役会長[16]。
- 2012年6月 - 株式会社角川グループホールディングス専務取締役[16]。
- 2013年4月 - 株式会社角川グループホールディングス代表取締役専務 エンターテインメント・コンテンツクリエイション事業統括本部長[16]。
- 2017年4月 - 株式会社KADOKAWA（現・株式会社KADOKAWA KEY-PROCESS）代表取締役専務執行役員[16]。
- 2018年4月 - 株式会社角川アーキテクチャ代表取締役社長（現任）[16]。
- 2019年4月 - 株式会社KADOKAWA代表取締役副社長[16]。
- 2019年6月 - カドカワ株式会社（現・株式会社KADOKAWA）代表取締役副社長[17]。
- 2020年10月 - 株式会社KADOKAWA代表取締役執行役員Chief Anime Officer。
- 2021年6月 - 株式会社KADOKAWA上級顧問 エグゼクティブ・フェロー。
- 2024年11月 - 合同会社ENJYU代表社員。

## 作品一覧

### 実写映画
- 2008年 グーグーだって猫である（エグゼクティブプロデューサー）
- 2009年 いけちゃんとぼく（製作統括）
- 2009年 さまよう刃（製作）
- 2010年 人間失格（製作）
- 2010年 ケンタとジュンとカヨちゃんの国（製作代表）
- 2010年 ロストクライム -閃光-（製作）
- 2010年 最後の忠臣蔵（製作）
- 2011年 はやぶさ/HAYABUSA（製作）
- 2011年 夜明けの街で（エグゼクティブプロデューサー）
- 2011年 源氏物語 千年の謎（製作）
- 2012年 キツツキと雨（エグゼクティブプロデューサー）
- 2012年 劇場版 SPEC〜天〜（共同製作）
- 2012年 貞子3D（エグゼクティブプロデューサー）
- 2012年 愛と誠（エグゼクティブプロデューサー）
- 2012年 Another（エグゼクティブプロデューサー）
- 2012年 天地明察（エグゼクティブプロデューサー）
- 2012年 私の奴隷になりなさい（エグゼクティブプロデューサー）
- 2013年 体脂肪計タニタの社員食堂（エグゼクティブプロデューサー）
- 2013年 フィギュアなあなた（エグゼクティブプロデューサー）
- 2013年 貞子3D2（エグゼクティブプロデューサー）
- 2013年 甘い鞭（エグゼクティブプロデューサー）
- 2014年 バイロケーション（エグゼクティブプロデューサー）
- 2014年 赤×ピンク（エグゼクティブプロデューサー）
- 2014年 パズル（エグゼクティブプロデューサー）
- 2014年 サンブンノイチ（製作統括）
- 2014年 最近、妹のようすがちょっとおかしいんだが。（エグゼクティブプロデューサー）
- 2014年 ライヴ（エグゼクティブプロデューサー）
- 2014年 キカイダー REBOOT（エグゼクティブプロデューサー）
- 2014年 ちょっとかわいいアイアンメイデン（エグゼクティブプロデューサー）
- 2014年 鬼灯さん家のアネキ（エグゼクティブプロデューサー）
- 2014年 劇場版 零 ゼロ（エグゼクティブプロデューサー）
- 2015年 ジョーカー・ゲーム（製作）
- 2015年 Zアイランド（製作統括）
- 2015年 GONIN サーガ（エグゼクティブプロデューサー）
- 2015年 グラスホッパー（エグゼクティブプロデューサー）
- 2016年 ピンクとグレー（エグゼクティブプロデューサー）
- 2016年 セーラー服と機関銃 -卒業-（エグゼクティブプロデューサー）
- 2016年 エヴェレスト 神々の山嶺（エグゼクティブプロデューサー）
- 2016年 太陽（エグゼクティブプロデューサー）
- 2016年 貞子vs伽椰子（エグゼクティブプロデューサー）
- 2016年 バースデーカード（エグゼクティブプロデューサー）
- 2016年 聖の青春（エグゼクティブプロデューサー）
- 2017年 ハルチカ（エグゼクティブプロデューサー）
- 2017年 破裏拳ポリマー（エグゼクティブプロデューサー）
- 2017年 ナミヤ雑貨店の奇蹟（エグゼクティブプロデューサー）
- 2017年 氷菓（エグゼクティブプロデューサー）
- 2017年 空海-KU-KAI- 美しき王妃の謎（エグゼクティブ・プロデューサー）
- 2019年 よこがお（エグゼクティブプロデューサー）
- 2019年 楽園（エグゼクティブプロデューサー）
- 2020年 Fukushima 50（エグゼクティブプロデューサー）
- 2023年 放課後アングラーライフ（エグゼクティブスーパーバイザー）

### テレビドラマ
- 2010年 大魔神カノン（製作総指揮）

### アニメ映画
- 1991年 老人Z（企画）
- 2006年 超劇場版ケロロ軍曹（企画）
- 2006年 時をかける少女（製作）
- 2007年 超劇場版ケロロ軍曹2 深海のプリンセスであります!（企画）
- 2008年 超劇場版ケロロ軍曹3 ケロロ対ケロロ天空大決戦であります!（企画）
- 2009年 サマーウォーズ（製作）
- 2010年 超劇場版ケロロ軍曹 誕生!究極ケロロ 奇跡の時空島であります!!（企画）
- 2012年 図書館戦争 革命のつばさ（製作総指揮）
- 2012年 おおかみこどもの雨と雪（製作）
- 2012年 花の詩女 ゴティックメード（製作）
- 2015年 バケモノの子（製作）
- 2016年 君の名は。（共同製作）
- 2016年 劇場版 艦これ（製作総指揮）
- 2017年 ひるね姫 〜知らないワタシの物語〜（製作）
- 2017年 メアリと魔女の花（協力）
- 2017年 打ち上げ花火、下から見るか? 横から見るか?（共同製作）
- 2017年 交響詩篇エウレカセブン ハイエボリューション1（協力）
- 2018年 劇場版Infini-T Force／ガッチャマン さらば友よ（製作）
- 2018年 文豪ストレイドッグス DEAD APPLE（エグゼクティブプロデューサー）
- 2018年 ちいさな英雄-カニとタマゴと透明人間-（協力）
- 2019年 天気の子（共同製作）
- 2019年 空の青さを知る人よ（製作）

### テレビアニメ
- 2000年 ゲートキーパーズ（企画）
- 2001年 機動天使エンジェリックレイヤー（シリーズ統括）
- 2001年 ジーンシャフト（連載協力）
- 2001年 X -エックス-（企画）
- 2002年 .hack//SIGN（企画協力）
- 2002年 キディ・グレイド（企画）
- 2003年 .hack//黄昏の腕輪伝説（企画協力）
- 2003年 D・N・ANGEL（企画）
- 2004年 GIRLSブラボー first season（企画）
- 2005年 GIRLSブラボー second season（企画）
- 2005年 トリニティ・ブラッド（シリーズ統括）
- 2005年 SHUFFLE!（企画）
- 2005年 フルメタル・パニック! The Second Raid（企画）
- 2006年 涼宮ハルヒの憂鬱（企画）
- 2006年 .hack//Roots（企画協力）
- 2006年 ザ・サード 〜蒼い瞳の少女〜（企画）
- 2006年 機神咆吼デモンベイン（企画）
- 2006年 N・H・Kにようこそ!（企画）
- 2006年 護くんに女神の祝福を!（企画）
- 2007年 REIDEEN（企画協力）
- 2007年 らき☆すた（企画）
- 2007年 風の聖痕（企画）
- 2009年 シャングリ・ラ（エグゼクティブプロデューサー）
- 2012年 Another（エグゼクティブプロデューサー）
- 2015年 艦隊これくしょん -艦これ-（製作総指揮）
- 2021年 スーパーカブ（共同製作）
- 2023年 「艦これ」いつかあの海で（コンテンツアドバイザリーボード）
- 2023年 わたしの幸せな結婚（エグゼクティブスーパーバイザー）

### OVA
- 2002年 ゲートキーパーズ21（企画）
- 2003年 がぁーでぃあんHearts（企画）
- 2004年 低俗霊DAYDREAM（制作協力）
- 2004年 トップをねらえ2!（企画）

## テレビ出演

### コメンテーターとして
- BSマンガ夜話『ファイブスター物語』（2003年5月27日 NHK BS2）
- BSアニメスペシャル （NHK BS）
  - ロボットアニメのヒーローたち
  - 少女アニメのヒロインたち
  - 空想動物アニメのヒーローたち
  - スポコンアニメのヒーローたち
  - ギャグアニメのヒーローたち
  - テレビアニメ30周年 藤子・F・不二雄の世界
- 金曜アニメ館（NHK BS）
- BSアニメ夜話

### 俳優として
- 女子大生会計士の事件簿 第7話「Kの悲劇! 角川をかける少女」（2008年11月19日、BS-i）－本人 役

## WEB出演
- 「日本アニメ（ーター）見本市」勝手に鑑賞会第一回（2015年2月13日、ニコニコ生放送）

## 著作
- MAMORU MANIA（TOYS PRESS）1996年12月20日発行、永野護について語ったエッセイ
- 「聖獣戦記 白い影」（『怪獣文藝の逆襲』所収。2015年3月30日、角川書店）
- 「コンタクティー・ケース・セブン」（『みたいな！』連載、2021年12⽉24⽇ - 、角川アーキテクチャ）
- メディアミックスの悪魔　井上伸一郎のおたく文化史（2025年3月18日、星海社）
- エンタメ霊媒師ナルの怪事件（カクヨム連載、2025年3月21日 - ）